# Technomyrmex taylori
Technomyrmex taylori is een mierensoort uit de onderfamilie van de Dolichoderinae. De wetenschappelijke naam van de soort is voor het eerst geldig gepubliceerd in 1930 door Santschi.